# Onitsuka Tiger
Onitsuka Tiger — японський бренд спортивної моди, заснований у 1949 році Onitsuka Shōkai (鬼塚商会, Onitsuka Co., Ltd), компанією спортивного взуття, заснованою Кіхачіро Оніцука. Onitsuka Shōkai змінила назву на Onitsuka Co., Ltd., перш ніж стати Asics Corporation у 1977 році. З 1977 року Onitsuka Tiger продається як один з брендів Asics. 

## Опис
Asics все ще продає вінтажне взуття Onitsuka Tiger, включаючи модель Mexico 66. У портфоліо Asics, безпосередньо бренд Asics спеціалізується на спортивному взутті, Asics Tiger - на спортивному одязі. Бренд Onitsuka Tiger займає преміальне позиціонування та співпрацює з дизайнерами.   